# خانه محمد تقی صوفی سیاوش
منزل محمد تقی صوفی سیاوش مربوط به دوره قاجار است و در املش، خیابان امام خمینی، روبروی پارک میرزا کوچک واقع شده و این اثر در تاریخ ۱۰ مهر ۱۳۸۰ با شمارهٔ ثبت ۴۰۱۹ به‌عنوان یکی از آثار ملی ایران به ثبت رسیده است.